# Баллеруа-сюр-Дром
Баллеруа-сюр-Дром (фр. Balleroy-sur-Drôme) — муніципалітет у Франції, у регіоні Нижня Нормандія, департамент Кальвадос. Баллеруа-сюр-Дром утворено 1 січня 2016 року шляхом злиття муніципалітетів Баллеруа i Вобадон. Адміністративним центром муніципалітету є Баллеруа. Населення — 1331 особа (01.01.2021).